# Лили Тейлър
Лили Тейлър (на английски: Lili Taylor) (родена на 20 февруари 1967 г.) е американска актриса. През 1985 година завършва гимназия в Уинетка, след което посещава няколко театрални училища. От края на 80-те години започва да играе в театъра и се снима във филми, главно в независими продукции и в телевизията.

## Личен живот
Омъжена е за писателя Ник Флин, от когото има едно дете.